# Liste der Monuments historiques in Menskirch
Die Liste der Monuments historiques in Menskirch führt die Monuments historiques in der französischen Gemeinde Menskirch auf.

## Liste der Objekte
| Bezeichnung     | Beschreibung                                            | Standort                       | Kennzeichnung | Schutzstatus | Datum | Bild |
| --------------- | ------------------------------------------------------- | ------------------------------ | ------------- | ------------ | ----- | ---- |
| Skulptur Petrus | Eichenholz, farbig gefasst, 18. Jahrhundert             | in der Kirche St-Martin (Lage) | PM57001083    | Inscrit      | 1982  |      |
| Kanzel          | Holz, geschnitzt und bemalt, Mitte des 18. Jahrhunderts | in der Kirche St-Martin (Lage) | PM57000140    | Classé       | 1982  |      |